# Alavanca analógica

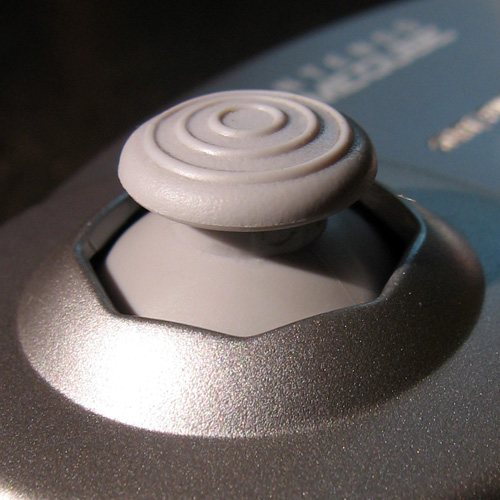
Alavanca analógica do gamepad do GameCube.

A alavanca analógica (frequentemente confundida com o joystick) é um dispositivo de entrada para um gamepad para duas dimensões (também chamado controlador direcional). Diferencia-se do joystick pois, enquanto um joystick baseia-se em conexões elétricas simples para o movimento, a alavanca analógica consiste em atividade elétrica contínua obtida por potenciômetros. Aplicado à jogos, tal diferença permite que uma alavanca analógica indique não somente que o jogador está se movimentando para certo sentido, assim como joysticks, mas também a intensidade do movimento.
Em videogames, as alavancas analógicas são geralmente utilizadas para mover um objeto do jogo, como o protagonista. Também pode ser utilizada para mover ou rotacionar a câmera de visualização da cena. Seu uso é proeminente em jogos 3D, no qual mais de oito direções são necessárias.

## História

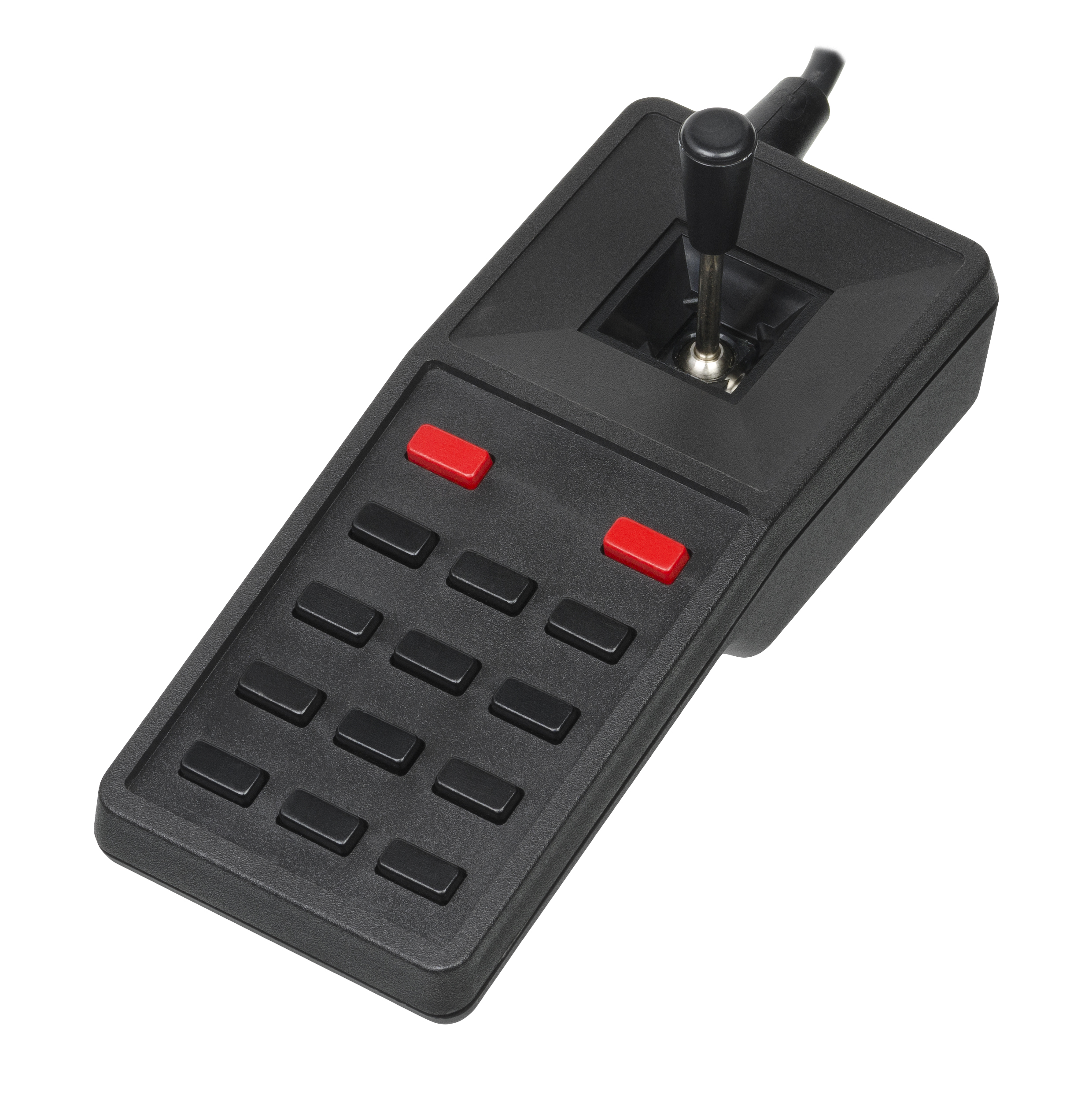
Controle baseado no 1292 Advanced Programmable Video System lançado em 1978.

Os analógicos começaram como um joystick de menor dimensão com o 1292 Advanced Programmable Video System lançado em 1978, em 1982 a Atari lançou o Atari 5200 e a General Consumer Electronics lançou o Vectrex.
Em 1989 a companhia Dempa lançou o controle XE-1 AP para o Sega Mega Drive, o controle tinha um duplo analógico, pela primeira vez com níveis variáveis de precisão e um deles com giro em 360 graus.
Em 1996 a Nintendo lançou o controle do Nintendo 64 com um analógico no centro voltado para jogos em 3D com giro em 360 graus, no mesmo ano a Sega lançou o 3D Control Pad para o Saturn, em 1997 a Sony lança o Dual Analog Controller que foi o primeiro com duplo analógico em 360 graus, desde então a maioria dos gamepads passaram a vir com dois analógicos.